# Saadia Bastos
Pour les articles homonymes, voir Bastos.
Saadia Bastos, née le 18 juillet 1992, est une escrimeuse marocaine.

## Carrière
Saadia Bastos est médaillée de bronze en épée par équipe aux Jeux africains de 2019. Elle remporte la médaille d'argent en épée par équipe aux Championnats d'Afrique d'escrime 2022 à Casablanca ainsi qu'aux Championnats d'Afrique d'escrime 2023 au Caire.